# 卡斯泰尔朗
卡斯泰尔朗（法語：Castelreng）是法国奥德省的一个市镇，属于利穆区（Limoux）利穆县（Limoux）。该市镇2009年时的人口为207人。

## 人口
卡斯泰尔朗人口变化图示
| 数据来源：INSEE |